# Kiss or Kill
Kiss or Kill ist ein australischer Thriller des Regisseurs Bill Bennett aus dem Jahr 1997 mit Frances O’Connor und Matt Day in den Hauptrollen. Cinema schrieb: „In Australien als ‚Film des Jahres‘ prämiert, überzeugt der Paar-auf-der-Flucht-Krimi durch seine stimmigen Figuren, die MTV-Machart ist Geschmackssache.“

## Handlung
Nikki und ihr Freund Al leben von dem Geld, das sie Männern abnehmen, die Nikki zuvor in Bars angesprochen und herausgelockt hat. Eines Tages stirbt dabei eines ihrer Opfer. Bevor das Pärchen flüchtet, nimmt es neben Geld auch eine Videokassette mit, die den bekannten Ex-Football-Star Zipper Doyle beim Verkehr mit einem Minderjährigen zeigt und somit strafrechtlich belastet.
Nachdem Nikki Doyle am Telefon beschimpft hat, ist dem Pärchen nicht nur die Polizei auf den Fersen, sondern auch Zipper Doyle, der befürchtet, dass seine Neigung zu Minderjährigen bekannt werden könnte. Nikki und Als Flucht führt sie in die 
karge australische Nullarbor-Wüste. Als es dunkel wird, verbringen sie die Nacht in einem Motel. Am nächsten Morgen finden sie den Motelbesitzer ermordet vor. Einer verdächtigt nun den anderen, etwas mit der Tat zu tun zu haben. Doyle hat das Pärchen inzwischen ausfindig gemacht und versucht, beide zu erschießen. Sie entkommen jedoch und finden Zuflucht bei einem exzentrischen Juwelier-Ehepaar, das in einem militärischen Sperrgebiet wohnt. Am nächsten Morgen liegen beide mit durchschnittenen Kehlen in ihrem Ehebett. Al ist davon überzeugt, dass Nikki die Mörderin des Ehepaars ist. Nachdem er sie gefesselt hat, versteckt er sich mit ihr in einer verlassenen Hütte. Dort werden sie jedoch gefunden und verhaftet.
Wegen eines formal-juristischen Fehlers muss man beide jedoch freilassen. Die Sache hat allerdings einen Haken, von dem Nikki und Al nichts ahnen. Zum einen wurde der dem Pärchen zur Verfügung gestellte Anwalt von Doyle beauftragt, zum anderen benutzt die Polizei sie als Lockvogel, um Doyle zu überführen. Diesem gelingt es jedoch, Nikki und Al zu entführen. Auf der Flucht rast das Auto in eine Straßensperre, wobei Doyle aus dem Wagen geschleudert wird, während Nikki und Al den Vorfall überleben.

## Produktion

### Produktionsnotizen
Der Film ist eine Co-Produktion von Australian Film Finance Corporation (AFFC) und Bill Bennett Productions im Verleih von Pandora Film in Deutschland und feierte am 23. April 1997 beim Sydney Film Festival seine Weltpremiere. Am 11. September 1997 startete er in den australischen, am 11. November 1997 in den US-amerikanischen und am 4. Juni 1998 in den deutschen Kinos. Weitere Veröffentlichungen fanden am 28. August 1997 beim Montréal Film Festival, am 5. September 1997 beim Toronto Film Festival und am 2. Oktober 1997 beim New York Film Festival statt.
Die Dreharbeiten mit einem Budget von ca. 2 Millionen Dollar fanden an verschiedensten Orten im Bundesstaat South Australia, unter anderem in dessen Hauptstadt Adelaide statt.

### Hintergrund
Der Regisseur, Autor und Produzent des Films Bill Bennett machte sich in Australien vor allem in den 1980er Jahren einen Namen mit Produktionen fürs Fernsehen. Erst in den 1990er Jahren nahm er verstärkt Kinoproduktionen in Angriff und wurde mit Filmen wie Gestohlene Herzen und In einem wilden Land (In a Savage Land) einem breiteren Publikum auch außerhalb seines Heimatlandes bekannt.

## Rezeption

### Kritik
Gernot Gricksch von Cinema schrieb: „Mit wilden Handkamera-Bildern, kruder Schnitt-Technik und der etwas anderen Betrachtung der menschlichen Psyche vermittelt der Film wenig konventionelles Kinovergnügen. Die Faszination liegt da schon eher bei den überzeugend neurotischen Charakteren.“ Fazit: „Road-Movie auf der Nebenstraße“.
Die Bewertung von Rolf-Ruediger Hamacher vom Filmdienst war durchweg positiv, er schrieb, es falle auf, dass es mit Bill Bennett „endlich wieder einen ausgesprochenen Frauen-Regisseur zu entdecken“ gebe, „einen würdigen Nachfolger  François Truffauts, auch wenn sich ihre Sujets nur wenig ähneln“ würden. „Aber mit welcher Zärtlichkeit er hier Frances O’Connor mit der Kamera“ ‚male‘, zeuge „von einer vergleichbar großen Sensibilität“. Weiter führte er aus: „Ein außergewöhnlich montiertes, gänzlich auf eine musikalische Untermalung verzichtendes Roadmovie, das die Zerrissenheit der Protagonisten nicht nur durch die Form, sondern auch durch beeindruckende schauspielerische Leistungen nachvollziehbar macht. – Sehenswert ab 16.“

### Auszeichnungen
1997 gewann der Film den AFI Award des Australian Film Institute unter anderem in den Kategorien „Bester Film“, „Bester Sound“: Wayne Pashley und „Bester Nebendarsteller“: Andrew S. Gilbert.
Ebenfalls 1997 und 1998 erhielt der Film bei den Film Critics Circle of Australia Awards und beim Montréal World Film Festival mehrere Nominierungen und Preise.